# Gustavo Lionel Siviero
Gustavo Lionel Siviero   (Laguna Paiva, 13 de setembre de 1969) és un exfutbolista i actual entrenador argentí, conegut per la seva trajectòria com a defensa, especialment en clubs d'Argentina, Espanya i Colòmbia. Com a jugador, es va distingir per la seva solidesa defensiva, la seva capacitat per organitzar la línia defensiva i la seva alçada, que li permetia destacar a les jugades aèries.

## Trajectòria com a futbolista
Gustavo Siviero va començar la seva carrera com a futbolista a la seva ciutat natal, Santa Fe, on va integrar-se a les categories inferiors del Club Atlético Colón. Després de destacar a les categories juvenils, va fer el salt al primer equip del club, on va jugar des de la temporada 1989 fins al 1992. Durant aquest període, es va consolidar com una peça important de la defensa del Colón, contribuint a la creixent reputació del club a la Primera Divisió de l'Argentina.
En 1992, va fitxar pel San Lorenzo de Almagro, un dels clubs més prestigiosos d'Argentina. Va jugar al conjunt de Buenos Aires fins al 1996, destacant-se com un central sòlid i de gran experiència. A San Lorenzo va viure diverses competicions internacionals i va aconseguir consolidar-se com un dels millors jugadors del club, ajudant l'equip a disputar competicions internacionals.
El 1996, Siviero va fer el salt al Newell's Old Boys, on va viure un període d'èxit important. Amb el club de Rosario va guanyar diversos títols a la Primera Divisió d'Argentina i va consolidar-se com un dels millors defenses del país. El seu rendiment va cridar l'atenció de clubs europeus, i el 1998 va prendre la decisió de traslladar-se a Espanya per jugar a la Primera Divisió espanyola.
Aquesta nova etapa europea va començar al Reial Club Deportiu Mallorca, on va arribar el 1998, amb un cost de 1.800.000 dòlars. A Mallorca, Siviero va formar part d'un dels millors equips de la història del club, que va aconseguir la classificació per a competicions europees i va disputar la Lliga de Campions de la UEFA i la Copa de la UEFA. La seva solidesa defensiva i experiència van ser essencials en aquest èxit. Durant la seva estada a l'illa, va disputar un total de 113 partits i va ser una figura clau en l'equip que va aconseguir la classificació per a la Lliga de Campions el 2001 i la participació a la Copa de la UEFA (actual Lliga Europa) durant diverses temporades.
Va debutar al partit de la Supercopa d'Espanya, on va jugar els 180 minuts sumant els dos partits. El Reial Club Deportiu Mallorca va guanyar el trofeu al FC Barcelona.
Els entrenadors amb qui més partits i minuts va jugar varen ser Héctor Cúper i Fernando Vázquez.
Després de quatre temporades a Mallorca, el 2003 va passar a l'Albacete Balompié, on va jugar fins al 2005. La primera temporada a segona divisió va jugar 37 partits de lliga. Posteriorment, va tenir un paper menys destacat, amb només vuit partits jugats en els dos últims anys de la seva carrera, dels quals sis de lliga de Primera i dos de Copa. L'any 2005, Siviero va tornar al Club Atlético Colón, on va decidir retirar-se del futbol professional.

## Trajectòria com a entrenador
Va ser entrenador del Reial Múrcia en la temporada 2012-2013, del Club Lleida Esportiu, al grup 3 de la 2a Divisió B espanyola en la temporada 2016-2017, i la temporada següent va entrenar a l'Hèrcules Club de Futbol, on va repetir en 2020.